# John Clipperton
John Clipperton (* 1676 in Great Yarmouth, Norfolk; † 1722 in Galway) war ein englischer Pirat, der im 18. Jahrhundert für die englische bzw. britische Krone kämpfte. Er entstammte einer Familie englischer Seefahrer.
1703 war er an Bord der Expedition von William Dampier, führte dann aber eine Meuterei. Nach einigen Jahren geprägt von Irrfahrten und Gefangenschaft in den Händen der Spanier kehrte er 1712 von Panama nach England zurück.  
Von England brach er als Kapitän des Schiffs Success auf in den Pazifik und jagte spanische Schiffe entlang der Westküste Lateinamerikas. Als Basis für seine Schiffsüberfälle im Pazifik benutzte er die später nach ihm benannte Clipperton-Insel.
Von 1719 bis 1722 führte ihn seine letzte Kaperfahrt auf dem Schiff Success einmal rund um die Welt. Profit zog er aus der Weltumrundung nicht, da der größte Teil seiner Beute vor Rio de Janeiro beim Untergang des portugiesischen Ost-Indien-Fahrers Queen of Angels mit unterging.